# الركيب (دماء والطائيين)
الركيب منطقة سكنية تقع في ولاية دماء والطائيين، التابعة لمحافظة شمال الشرقية في سلطنة عمان. يقدر عدد سكانها بـ 6 نسمة حسب إحصاء عام 2010 التابع للمركز الوطني للإحصاء والمعلومات الحكومي. رمز المنطقة هو 90640200.

## الوصلات الخارجية
- المركز الوطني للإحصاء والمعلومات، سلطنة عمان